# Indonezija
Indonezija, službeno Republika Indonezija, otočna je država u jugoistočnoj Aziji i djelomično u Oceaniji. To je najveća otočna država na svijetu. Zauzima veći dio Malajskog arhipelaga, najvećeg svjetskog arhipelaga. Na otoku Borneo ima kopnenu granicu s Malezijom, na Timoru s Istočnim Timorom i na Novoj Gvineji s Papuom Novom Gvinejom. Ime Indonezija je grčkih korijena i znači Indijski otoci (Indos – grč. Indija, nesos – grč. otok).

## Povijest
Na otoku Javi su pronađeni ostaci jednog od najstarijih praljudi tzv. "Javanskog čovjeka", prema čemu se smatra da je otok naseljen već 2 milijuna godina. Oko 2000. godine pr. Kr. su iz jugoistočne Azije došli pripadnici austronezijskih naroda od kojih potječe većina današnjih Indonežana. Već u to vrijeme su uspostavljene trgovačke veze s Indijom i Kinom.
U 7. st. je na Sumatri i Malajskom poluotoku nastalo moćno kraljevstvo Srivijaya u kojem se širio hinduizam i budizam kao posljedica trgovačkih veza s Indijom. Na Javi su vladale hinduističke i budističke dinastije Sailendra i Mataram. Najpoznatiji ostatak iz tog vremena je budistički hram Borobudur koji je do 19. st. bio ispod naslaga vulkanske lave, a danas je jedan od najvažnijih indonezijskih spomenika. Na istočnoj Javi je u 13. st. nastalo hinduističko kraljevstvo Majapahit koje je za to doba bilo vrlo moćno i razvijeno te se to razdoblje u povijesti naziva "zlatnim dobom Indonezije".
Od 13. st. u Indoneziju dolaze muslimanski trgovci i misionari koji lagano šire islam koji u 16. st. postaje dominantna religija. Prvi Europljani koji su došli u Indoneziju su bili portugalski trgovci pod vodstvom Francisca Serrãoa 1512. godine. Portugalci su uspostavili monopol na trgovinu začinima iz Indonezije za sve europske zemlje. Posebno su bili traženi začini s Molučkih otoka koji su bili cilj Magellanove ekspedicije plovidbe oko svijeta. Od 17. st. Nizozemci postaju dominantna kolonijalna sila i Nizozemska istočnoindijska kompanija uspostavlja koloniju. Nakon bankrota kompanije 1800. godine Indonezija postaje kolonija nizozemske države.
U 20. st. Indonežani jačaju svoju nacionalnu svijest i traže nezavisnost (prvi nacionalistički pokret vodi Budi Utomo). Pokret je jačao do sredine 20. st. i dizao nekoliko ustanaka. Tijekom 2. svj. rata prostor Indonezije okupirali su Japanci i okončali vlast Nizozemske. Dva dana nakon predaje Japana, vođa indonezijskih nacionalista Sukarno proglasio je neovisnost Indonezije kao dio Indonezijske nacionalne revolucije. Nizozemska je htjela obnoviti kolonijalnu vlast, ali 1949. ipak priznaje neovisnost Indonezije. 1965. je general Suharto izvršio državni udar protiv Sukarnove vlasti i pritom je poginulo između 500 000 i milijun ljudi. Suharto je surađivao s američkom politikom i progonio komuniste.
1998. je zavladala gospodarska kriza i Suharto je nakon jakih demonstracija podnio ostavku. Uvodi se demokracija i na slobodnim izborima pobjeđuje Sukarnova kćer Megawati Sukarnoputri. 1999. Indonezija priznaje nezavisnost Istočnog Timora koji je bio bivša portugalska kolonija pod indonezijskom vlašću koju svijet nije priznao.
Dana 1. listopada 2022. na Stadionu Kanjuruhan dogodili su se neredi zbog kojih je poginula 131 osoba.

## Zemljopis
Indonezija je arhipelag koji se sastoji od 17.508 otoka, od kojih je 6000 naseljenih. Najveći otoci su Borneo (sjeverni dio otoka je dio Malezije i Bruneja), Sumatra, Java (najgušće naseljeni otok), Sulawesi i Nova Gvineja (istočni dio obuhvaća Papua Nova Gvineja). Postoje brojne grupe manjih otoka od kojih su najznačajnije Mali Sundski otoci (Bali, Lombok, Sumbawa, Flores, Sumba i Timor) i Molučki otoci (Halmahera i Seram).
Indonezija se nalazi na granici nekoliko litosfernih ploča (euroazijske, australoindijske, tihooceanske i više manjih ploča) te kroz nju prolaze ogromni rasjedi. Zbog toga je prostor Indonezije jedan od najtrusnijih područja na svijetu s mnogo vulkana (preko 150 aktivnih vulkana) i čestim potresima. Otoci su većinom planinski i većinom su vulkanskog porijekla. Vulkani su među najaktivnijima na svijetu (poznata je eksplozija Krakataua 1883. i velika erupcija Tambore 1816.) Erupcija Tambore je bila jedna od najjačih erupcija u povijesti koja je izbacila velike količine pepela u atmosferu koji su u cijelom svijetu zaklonili Sunčevu svjetlost i uzrokovali zahlađenje klime (godina bez ljeta). Indonezija je bila jedna od zemalja najteže pogođenih potresom i tsunamijem 26. prosinca 2004. Na sjeveru Sumatre, u pokrajini Aceh poginulo je najmanje 220.000 ljudi.
Glavni i najveći grad je Jakarta. Ostali veći gradovi na Javi su Surabaya, Bandung, Semarang, Malang, Bogor i Yogyakarta. Najveći gradovi na Borneu su Banjarmasin i Pontianak, na Sumatri Medan i Palembang, na Baliju Denpasar i na Novoj Gvineji Djajapura. Indoneziju čine 33 pokrajine i jedna posebna upravna regija, koja je jedini dio Indonezije u kojoj je na vlasti nasljedna monarhija iz pretkolonijalnih vremena kojom vlada sultanska obitelj Hamengkubuwono.

## Stanovništvo i etničke grupe
Indonezija je četvrta država svijeta po broju stanovnika (nakon Kine, Indije i Sjedinjenih Američkih Država). Najgušće naseljeni otoci su Java i Bali (turistički najpoznatiji indonezijski otok).
Stanovništvo Indonezije dijeli se na brojne etničke skupine (788 pripadnika raznih naroda i plemena). Indonezijski jezik je materinji za relativno mali broj stanovnika, ali je u širokoj upotrebi kao univerzalni drugi jezik. Najzastupljenija religija je Islam kojem pripada nešto više od četiri petine stanovnika (Indonezija je najmnogoljudnija zemlja s muslimanskom većinom). Prisutni su i kršćanstvo, hinduizam i budizam. U Indoneziji danas po procjenama 2014. živi 252 milijuna stanovnika po čemu je četvrta zemlja na svijetu.

## Gospodarstvo
Indonezija ima mješovito gospodarstvo u kojem i privatni sektor i vlada imaju vitalnu ulogu. Prema procjeni iz 2022 to je 17. najveća svjetska ekonomija po nominalnom BDP-u koji se procjenjuje na 1,289 bilijuna US dolara. BDP po stanovniku iznosi 4691 US dolara.
Indonezija ima bogate prirodne resurse poput nafte i prirodnog plina, ugljena, koksita, bakra, zlata i nikla, dok poljoprivreda proizvodi rižu, palmono ulje, čaj. kavu, kakao, ljekovite biljke, začine i gumu. Ova dobra čine veliki dio izvoza zemlje, s palminim uljem i briketima ugljena kao vodećim izvoznim robama. Uz rafiniranu i sirovu naftu kao primarni uvoz, telefoni, dijelovi za vozila i vozila pokrivaju većinu dodatnog uvoza. Kina, Sjedinjene Američke Države, Japan, Singapur, Indija, Malezija, Južna Koreja i Tajland glavna su izvozna tržišta Indonezije i uvozni partneri. 

## Vanjske poveznice
Sestrinski projekti
|  | Zajednički poslužitelj ima stranicu o temi Indonezija    |
|  | Zajednički poslužitelj ima još gradiva o temi Indonezija |
|  | Wječnik ima rječničku natuknicu Indonezija               |